# Anna-Maria Sieklucka
Anna-Maria Sieklucka (ur. 31 maja 1992 w Lublinie) – polska aktorka filmowa; zdobyła rozgłos rolą Laury Biel w filmie 365 dni (2020).

## Życiorys
Jest córką Jerzego Antoniego Siekluckiego, prawnika, i Joanny Siekluckiej, germanistki. Ma dwóch starszych braci – Piotra (1983) i Grzegorza (1987).

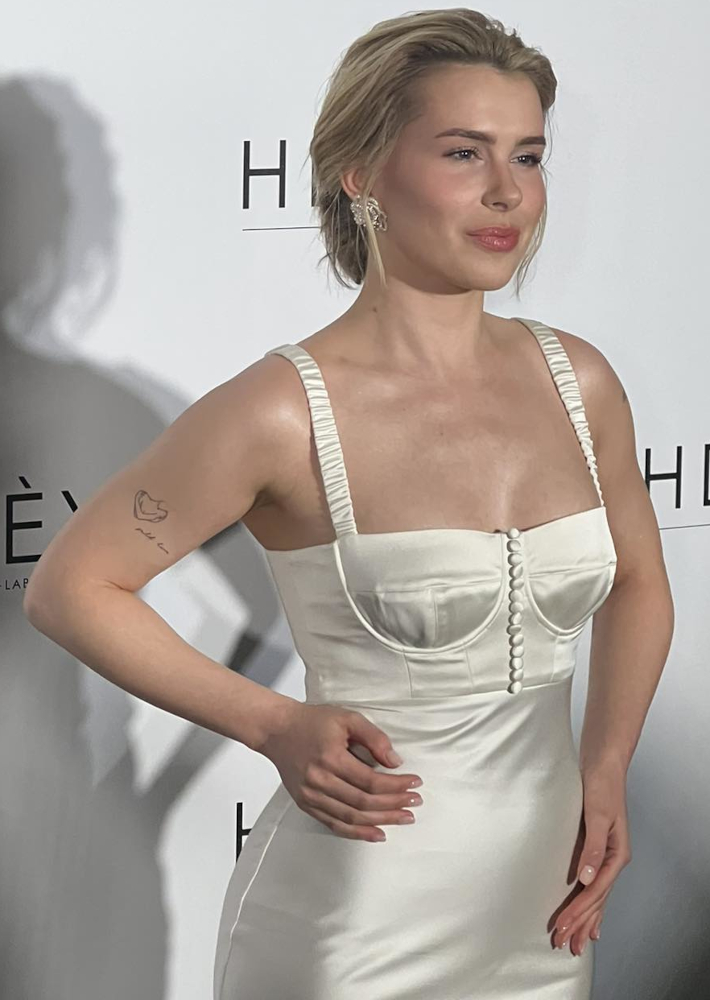
Sieklucka (2025)

W 2018 ukończyła studia na Wydziale Lalkarskim we Wrocławiu Akademii Sztuk Teatralnych im. Stanisława Wyspiańskiego w Krakowie.
Zadebiutowała na małym ekranie w 2019 niewielką rolą w 753. odcinku serialu telewizyjnego Na dobre i na złe. Największą rozpoznawalność przyniosło jej zagranie głównej roli Laury Biel w filmie 365 dni (2020), ekranizacji powieści obyczajowej Blanki Lipińskiej o tym samym tytule. Film został  negatywnie oceniony przez krytyków, jednak miał największą publiczność w polskich kinach w 2020 i cieszył się dużą popularnością w wielu innych krajach; według amerykańskiego tygodnika „Newsweek” był najczęściej oglądanym filmem w 2020 na całym świecie na platformie Netflix. Sieklucka za rolę w tym filmie była nominowana w 2021 do Złotych Malin dla najgorszej aktorki. Również w 2021 uczestniczyła w 14. edycji programu rozrywkowego Polsatu Twoja twarz brzmi znajomo. W 2022 miały premierę druga i trzecia część filmu 365 dni – 365 dni: Ten dzień i Kolejne 365 dni – w których ponownie wcieliła się w główną rolę Laury.
W 2023 w lubelskim teatrze Scena InVitro miały premierę spektakle Hańba i Pod lodem (reż. Łukasz Witt-Michałowski) nawiązujące do biblijnych dziesięciu przykazań i Dekalogu Krzysztofa Kieślowskiego, w których zagrała Sieklucka. Jesienią 2024 uczestniczyła w 15. edycji programu Polsatu Dancing with the Stars. Taniec z gwiazdami. W 2025 dołączyła do obsady serialu Polsatu Pierwsza miłość, w którym wciela się w postać Elizy Olszewskiej.

## Życie prywatne
Była związana z reżyserem teatralnym Łukaszem Wittem-Michałowskim.
Zna cztery języki: polski, angielski, francuski i niemiecki.

## Filmografia
Filmy
- 2020: 365 dni – jako Laura Biel
- 2022: 365 dni: Ten dzień – jako Laura Torricelli
- 2022: Kolejne 365 dni – jako Laura Torricelli
- 2025: Compulsion – jako Evie

Seriale telewizyjne
- 2019: Na dobre i na złe – jako Aniela Grabek (odc. 753)
- 2025: Komisarz Alex – jako Michalina Zielak (odc. 282)
- od 2025: Pierwsza miłość – jako Eliza Olszewska

## Nagrody i nominacje
| Rok  | Konkurs      | Kategoria                                                | Tytułem                              | Rezultat  | Źródło               |
| ---- | ------------ | -------------------------------------------------------- | ------------------------------------ | --------- | -------------------- |
| 2021 | Złota Malina | Najgorsza aktorka                                        | 365 dni                              | Nominacja | [ 20 ] [ 11 ] [ 21 ] |
| 2021 | Wąż          | Najgorsza rola żeńska                                    | 365 dni                              | Nominacja | [ 22 ] [ 23 ] [ 24 ] |
| 2021 | Wąż          | Najgorszy duet na ekranie (wraz z Michelem Morrone)      | 365 dni                              | Wygrana   | [ 25 ] [ 26 ] [ 27 ] |
| 2021 | Wąż          | Najbardziej żenująca scena („Dokąd idziesz?” na jachcie) | 365 dni                              | Nominacja | [ 22 ] [ 23 ] [ 24 ] |
| 2023 | Wąż          | Najgorsza rola żeńska                                    | 365 dni: Ten dzień / Kolejne 365 dni | Wygrana   | [ 28 ]               |